# 茸丘莊
茸丘（英文：Hairy Hill），或是音譯黑里希爾，是一個位於加拿大亞伯達省中亞伯達地區雙丘縣的一個農莊。此農莊因20世紀初加拿大太平洋鐵路公司建制該莊時在該地區山上發現的大量野牛毛而得名。

## 資料來源
1. ↑  . Statistics Canada.   [September 25, 2021]. （原始内容存档于December 22, 2005）.
2. ↑  . Kalyna Country Ecomuseum.   [2012-03-27].